# Linda Martin
Linda Martin (Omagh, Észak-Írország, Egyesült Királyság, 1952. március 27. –) ír énekesnő.

## Életpályája
Linda Martin az Észak-Írországban található Omaghban született. 1969-ben itt csatlakozott a Chips együtteshez, mely az 1980-as évek elején oszlott fel. Ezt követően szólóénekesként folytatta pályafutását.
A Chips együttessel többször is megpróbálta képviselni Írországot az Eurovíziós Dalfesztiválon, de nem sikerült nyerniük.
1984-ben már szólóénekesként vett részt az ír nemzeti döntőn, és ekkor elnyerte a jogot, hogy képviselje hazáját az Eurovíziós Dalfesztiválon a Johnny Logan által írt Terminal 3 című dallal. A luxembourgi versenyen a második helyen végzett. Ezt követően 1986-ban, 1989-ben és 1990-ben is részt vett az ír nemzeti döntőn, de nem sikerült győznie. 1992-ben újból próbálkozott, és a Why Me? című dallal – melyet ismét Logan írt számára – részt vehetett az 1992-es Eurovíziós Dalfesztiválon, ahol első helyen végzett, Írország negyedik győzelmét aratva ezzel.
Ezt követően televíziós műsorvezetőként dolgozott, valamint tagja volt a You're A Star című televíziós tehetségkutató versenynek, mely 2005-ig az Eurovíziós Dalfesztivál ír indulójának kiválasztását szolgálta.
2005-ben fellépett a dalfesztivál 50 éves fennállásának alkalmából rendezett Congratulations rendezvényen. A 2007-es Eurovíziós Dalfesztiválon az ír pontok bemondójaként vett részt.
2022-ben ő hirdette ki az ír szakmai zsűri szavazatait az Eurovíziós Dalfesztiválon.

## Diszkográfiája

### Kislemezei aChipstagjaként
- 1974 – King Kong (Lily & Chips néven)
- 1974 – Love for an Angel
- 1975 – Love Matters
- 1975 – Twice A Week
- 1977 – Goodbye Goodbye
- 1981 – New Romance (It's A Mystery)
- 1982 – David's Song
- 1982 – Hi-Lowe

### Kislemezei szólóénekesként
- 1983 – Edge of the Universe
- 1984 – Terminal 3
- 1984 – Body Works
- 1988 – Hiding From Love
- 1989 – Impossible To Do
- 1990 – Where The Boys Are
- 1991 – Did You Ever
- 1992 – Why Me?

## Külső hivatkozások
- Linda Martin az Internet Movie Database oldalain
- Videó: Terminal 3
- Videó: Why Me?